# Viloxazina
La viloxazina (Vivalan, Emovit, Vivarint, Vicilan) è un farmaco antidepressivo biciclico che agisce come un inibitore selettivo del reuptake della norepinefrina (NRI). È un composto racemico con due stereoisomeri, di cui l'(S)-(–)-isomero è circa cinque volte più attivo dell' R)-(+)-isomero.

## Utilizzi approvati
La viloxazina cloridrato è approvata in Italia, Belgio, USA, Inghilterra, Irlanda, Germania, Portogallo, Spagna, Francia e Slovacchia per il trattamento della depressione clinica.

## Utilizzi non approvati, sperimentali e "fuori etichetta"
La viloxazina è stata valutata in due studi controllati e randomizzati per il suo possibile utilizzo nei bambini affetti da enuresi notturna, entrambe le volte confrontandola con la imipramina. Nel 1990 è stata vista come una possibile alternativa meno cardiotossica della imipramina, e di particolare efficacia in coloro che soffrono di narcolessia e cataplessia.
Nella narcolessia la viloxazina ha dimostrato di essere in grado di sopprimere alcuni sintomi quali la cataplessia ed anche l'anormale insorgenza del sonno REM (Rapid eye movement) senza migliorare la sonnolenza diurna. In uno studio sperimentale controllato e randomizzato di 56 partecipanti la viloxazina ha ridotto significativamente l'eccessiva sonnolenza diurna (EDS) e la cataplessia.
La viloxazina è stata studiata per il trattamento dell'alcolismo dimostrandosi parzialmente efficace.
Mentre la viloxazina può essere efficace nella depressione clinica, secondo uno studio, in doppio cieco randomizzato, di Leon e collaboratori dell'Università di Valle, in Colombia, appare essere scarsamente efficace rispetto all'amisulpride nel trattamento della distimia.

## Meccanismo di azione
Nel 1976 Lippman e Pugsley riferirono che la viloxazina, come l'imipramina, inibiva la ricaptazione della noradrenalina nel cuore di ratti e topi. A differenza dell'imipramina (come anche della desipramina o dell'amitriptilina) non sembrava in grado di bloccare il reuptake della noradrenalina nella zona midollare del surrene o nell'ipotalamo dei ratti. Per quanto riguarda la serotonina, mentre l'inibizione della ricaptazione della serotonina era paragonabile a quella della desipramina (cioè, molto debole), la viloxazina potenziava le funzioni cerebrali mediate dalla serotonina in modo simile a quello dell'amitriptilina ed imipramina, che sono inibitori relativamente potenti del reuptake della serotonina. Diversamente da ogni altro farmaco testato, la viloxazina non evidenzia alcun effetto anticolinergico. La viloxazina è anche nota per un meccanismo di regolazione sui recettori GABA nella corteccia frontale.

## Effetti collaterali
Gli effetti collaterali includono nausea, vomito, insonnia, perdita d'appetito, aumento della sedimentazione degli eritrociti, alterazioni elettrocardiografiche ed elettroencefalografiche, dolore epigastrico, diarrea, stitichezza, vertigini, ipotensione ortostatica, edema degli arti inferiori, disartria, tremori, agitazione psicomotoria, confusione mentale, inappropriata secrezione di ormone antidiuretico, aumento delle transaminasi, alterazioni della libido, convulsioni.
A proposito delle convulsioni va detto che si sono registrati complessivamente tre casi in tutto il mondo; inoltre gli studi sugli animali, e gli studi clinici che includevano pazienti con epilessia hanno indicato la presenza di proprietà anticonvulsivanti. Per tale motivo l'epilessia non rappresenta una controindicazione assoluta.

## Interazioni farmacologiche
La Viloxazina è nota per aumentare i livelli plasmatici di fenitoina in media del 37%. È anche nota per aumentare in modo significativo i livelli plasmatici di teofillina e per diminuirne la clearance dal corpo a volte con conseguenze di overdose accidentale di teofillina